# Свято-Тихоновский монастырь (Торопец)
Свято-Тихоновский монастырь — женский монастырь Русской православной церкви, находящийся в городе Торопце Тверской области. Назван в честь патриарха Тихона, который провёл в Торопце своё детство. Исполняющая обязанности игумении — монахиня Лидия (Гревцева).

## История
Старейшим в Торопце был мужской Николаевский особный монастырь. Каменная Никольская церковь была заложена в 1666 году, а освящение состоялось 29 апреля 1697 года. Монастырь был упразднён в 1764 году по указу Екатерины II.
В 1766 году рядом с Никольской было начато строительство приходской церкви Покрова Пресвятой Богородицы на средства купца Якова Туфанова. Освящена церковь 19 октября 1774 года.
На базе этих двух храмов 6 октября 2005 года по благословению патриарха Московского и всея Руси Алексия II Священный синод Русской православной церкви постановил открыть новый Свято-Тихоновский женский монастырь.

## Постройки
- Никольский храм XVII в. — с Сергиевским приделом (зимним), вновь действующий с 2005 года (историко-архитектурный памятник культуры Федерального значения);
- Покровский храм XVIII в. — с приделами святителя Иакова Исповедника и святителя Иоанна Богослова, не действующий (историко-архитектурный памятник культуры федерального значения).

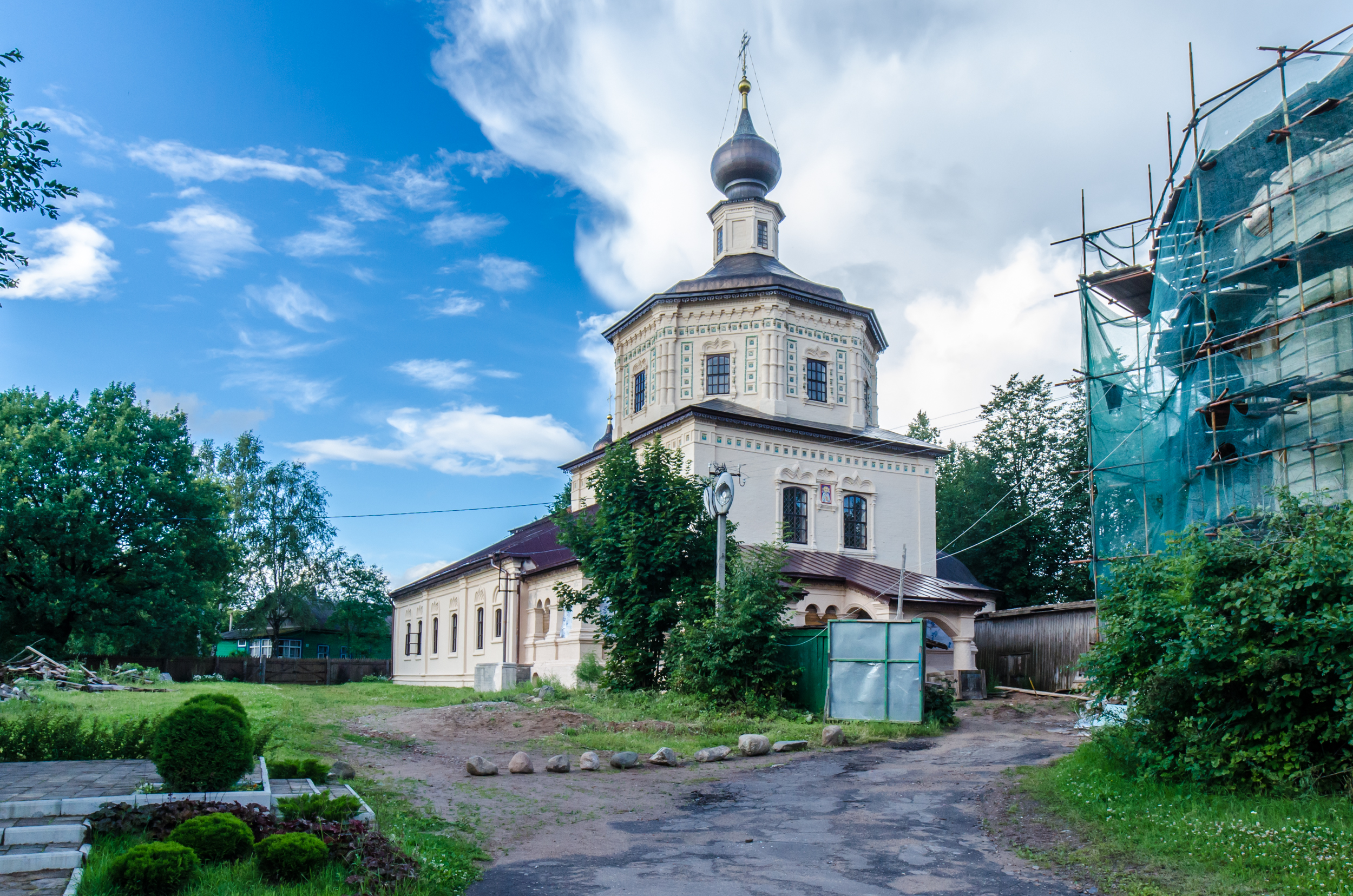
Никольский храм
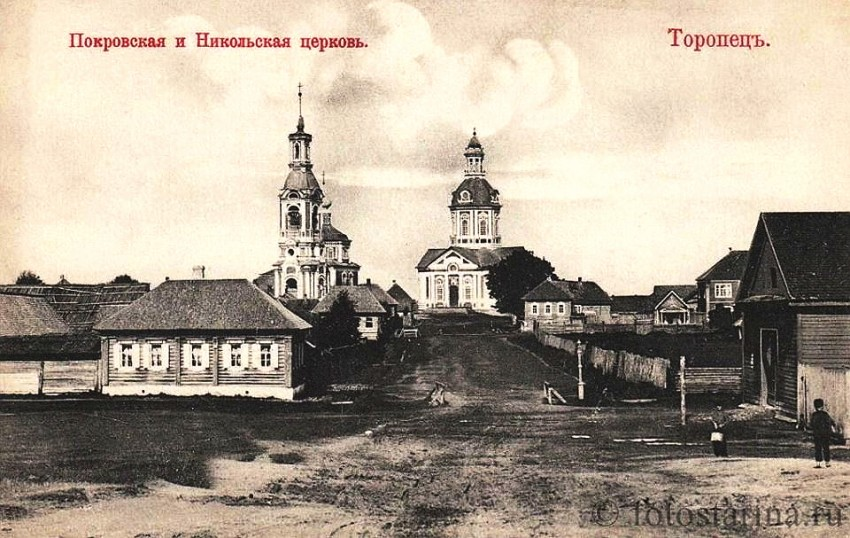
Дореволюционная фотография монастыря
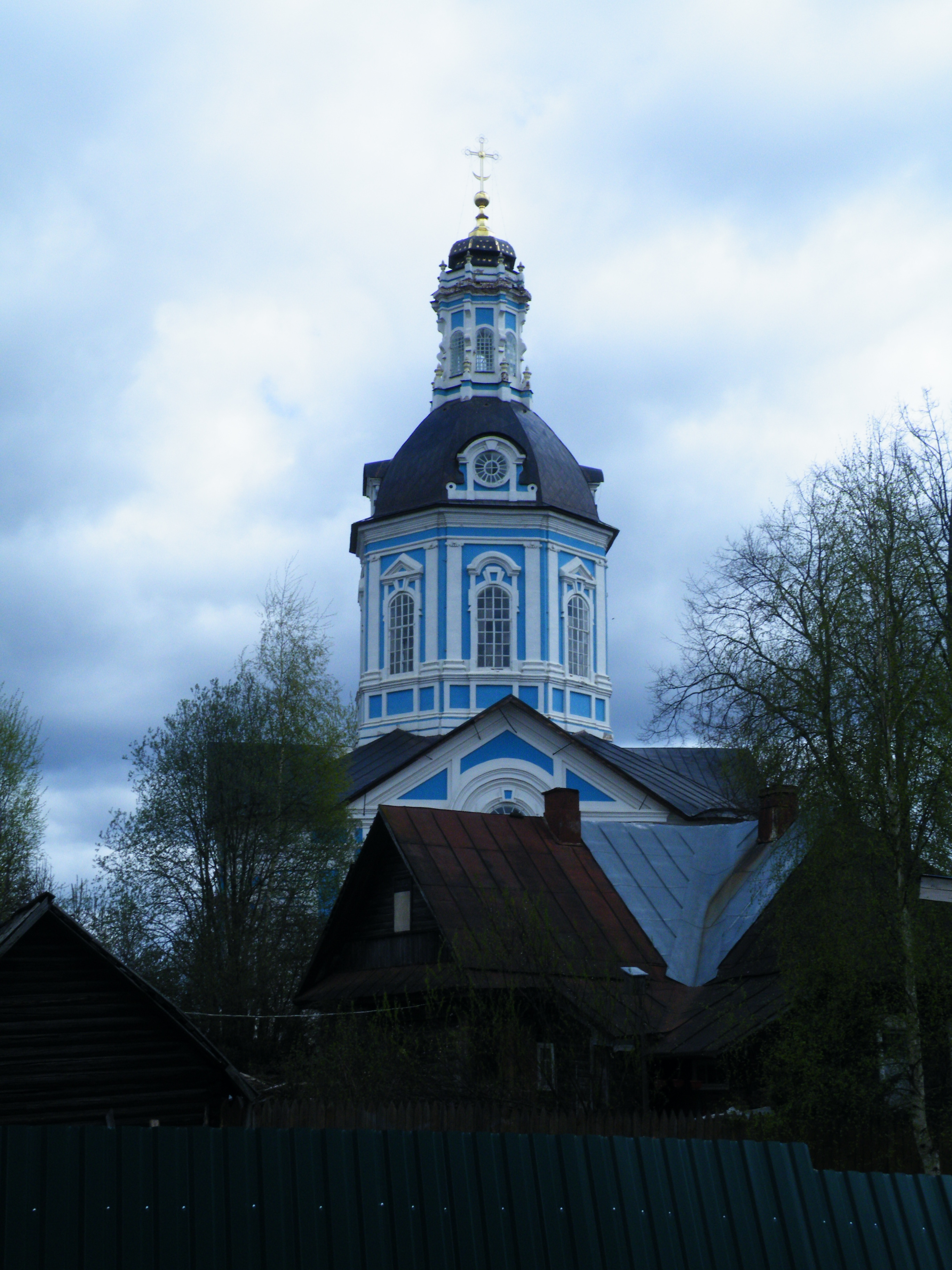
Покровский храм